# Gråsvart cinklod
Gråsvart cinklod (Cinclodes antarcticus) är en fågel i familjen ugnfåglar inom ordningen tättingar.

## Utbredning och systematik
Gråsvart cinklod delas in i två underarter:
- Cinclodes antarcticus maculirostris – förekommer i Tierra del Fuego och Kap Horn-arkipelagen
- Cinclodes antarcticus antarcticus – förekommer i Falklandsöarna

Sedan 2016 urskiljer Birdlife International och naturvårdsunionen IUCN maculirostris som den egna arten "svart cinklod". 

## Status
IUCN hotkategoriserar underarterna (eller arterna) var för sig, båda som nära hotade.